# Castelo de Belvoir
O Castelo de Belvoir é uma construção de estilo neogótico e residência senhorial localizada no condado de Leicestershire, Inglaterra, a aproximadamente 10 km a oeste da cidade de Grantham e a cerca de 16 km a nordeste de Melton Mowbray. Um castelo foi originalmente erguido neste local imediatamente após a Conquista Normanda de 1066, tendo sido reconstruído pelo menos três vezes ao longo dos séculos. A edificação existente é classificada como património de grau I, data do início do século XIX e apresenta-se como uma réplica de castelo medieval. É a residência oficial de David Manners, 11.º Duque de Rutland (o pequeno condado de Rutland situa-se a 26 km a sul do Castelo de Belvoir), cuja linhagem masculina directa herdou a propriedade no ano de 1508.
O local tradicional de sepultura da família Manners era a igreja paroquial de Santa Maria Virgem, em Bottesford, situada a 5 km a norte do castelo; contudo, desde 1825, os membros da família passaram a ser sepultados no mausoléu ducal construído nesse mesmo ano junto ao castelo, para onde foram transferidos os seus monumentos fúnebres mais antigos. O castelo permanece como propriedade privada do Duque de Rutland, embora se encontre aberto ao público em geral.
O castelo localiza-se no extremo norte do condado de Leicestershire, ladeado a leste pelo condado de Lincolnshire e a oeste pelo de Nottinghamshire, com vista privilegiada sobre o Vale de Belvoir, a noroeste, na fronteira com Nottinghamshire. É circundado pelas aldeias de Redmile, Woolsthorpe, Knipton, Harston, Harlaxton, Croxton Kerrial e Bottesford. O antiquário John Leland (falecido em 1552) declarou: "o castelo ergue-se no cume de uma colina elevada, íngreme de todos os lados, em parte pela obra da natureza, em parte pela mão do homem".
A propriedade de Belvoir, com uma extensão de cerca de 6000 hectares, situa-se no coração da região tradicional de caça à raposa em Inglaterra, e constitui a sede da Belvoir Hunt ("os Cães de Caça do Duque de Rutland"), fundada em 1750 e actualmente alojada a aproximadamente 1 km a sudeste do castelo.

## Etimologia do nome
O nome do castelo, Belvoir, significa "bela vista" em francês normando. Emma Manners, Duquesa de Rutland, afirmou que o nome Belvoir foi introduzido pelos Normandos francófonos no século XI. Contudo, os Anglo-Saxões, cuja língua era o inglês médio, encontraram dificuldades em pronunciar o termo correctamente, preferindo, por isso, referir-se ao local como Beaver Castle, designação essa que subsiste até aos dias de hoje.

## História

### Fortificação normanda
Um castelo normando foi originalmente erguido na zona elevada situada dentro do wapentake de Framland, com vista sobre o wapentake adjacente de Winnibriggs, em Lincolnshire, exercendo domínio sobre ambos. A fortificação foi construída nas terras pertencentes a Robert de Todeni, mencionadas no Domesday Book de 1086, e posteriormente herdadas por William d'Aubigny. Eventualmente, passaram à neta deste último, Isabel, que contraiu matrimónio com Robert de Ros por volta de 1234.
Belvoir foi inicialmente um manor real até ser concedido a Robert de Ros em 1257. Em 1267, foi-lhe concedida licença régia para ameiar a propriedade. Com a extinção da linha masculina dos de Ros em 1508, o manor e o castelo passaram para George Manners, 11.º Barão de Ros, sobrinho do último barão, que herdou o castelo e o título por via materna. O seu filho foi elevado à dignidade de Conde de Rutland em 1525.

### Solar dos Tudor
Em 1464, o castelo normando já se encontrava em estado de ruína. Em 1528, Thomas Manners, 1.º Conde de Rutland, deu início à construção de uma grande casa senhorial de estilo Tudor, cuja conclusão teve lugar em 1555. Grande parte da pedra utilizada na edificação foi proveniente da Abadia de Croxton e do Priorado de Belvoir, após a dissolução de ambas as instituições religiosas.
Em 1602, dois carpinteiros locais procederam à renovação da mesa de bilhar, tendo sido adquirido um novo pano de baeta a um comerciante em Grantham. Em Agosto de 1612, o rei Jaime VI e I, o Príncipe Henrique e o embaixador veneziano Antonio Foscarini hospedaram-se na propriedade. No início do século XVII, três criadas, Joan, Margaret e Phillipa Flower, foram acusadas de assassinar, por meio de bruxaria, dois filhos do 6.º Conde. Joan faleceu na prisão, enquanto Margaret e Phillipa foram enforcadas.
Durante a Guerra Civil Inglesa, o castelo foi um dos mais notáveis bastiões das forças monárquicas, tendo o Rei Carlos I pernoitado ali durante o seu trajecto rumo ao condado de Lincolnshire.

### Residência campestre
Em 1649, o edifício de estilo Tudor foi arrasado pelas forças parlamentaristas, em retaliação pelo apoio prestado pela família à causa monárquica. No entanto, seis anos mais tarde, em 1654, iniciou-se a construção de uma ampla residência familiar, projectada pelo arquitecto John Webb.  Os trabalhos foram concluídos em 1668,  tendo a empreitada ascendido ao montante de £11,730, o equivalente a aproximadamente £2,54 milhões nos valores actuais.
O 9.º Conde foi elevado à dignidade de Duque de Rutland em 1703. O Castelo de Belvoir tem sido a residência da família Manners há quinhentos anos e constitui a sede dos Duques de Rutland há mais de três séculos

### Revivalismo georgiano
Em 1799, o 5.º Duque de Rutland contraiu matrimónio com Elizabeth Howard. A nova Duquesa de Rutland escolheu prontamente o arquitecto James Wyatt para proceder à reconstrução do castelo, adoptando o estilo romântico do revivalismo gótico. O Duque, então um dos maiores proprietários fundiários do Reino Unido da Grã-Bretanha e Irlanda, alienou sete aldeias, bem como as respectivas terras circundantes, a fim de financiar esta vasta empreitada. A obra encontrava-se próxima da sua conclusão quando, a 26 de Outubro de 1816, o castelo foi quase totalmente consumido por um incêndio. As perdas, incluindo pinturas de mestres como Ticiano, Rubens, van Dyck e Reynolds, foram estimadas em £120.000 (o equivalente a cerca de £11,6 milhões nos dias de hoje).
O castelo foi então reconstruído, mais uma vez, seguindo em grande medida os planos originais, com um custo adicional de 82 000 libras (cerca de 9,62 milhões em 1992). A responsabilidade principal por esta reconstrução coube ao arquitecto Sir James Thornton,  amigo pessoal do Duque, bem como seu capelão e pároco da vizinha localidade de Bottesford. O resultado apresenta uma semelhança superficial com um castelo medieval, sendo a torre central evocativa do Castelo de Windsor.
Durante uma visita ao Castelo de Belvoir na década de 1840, Anna, Duquesa de Bedford, constatou que a hora habitual para o jantar se situava entre as 19h00 e as 20h30. Para colmatar o intervalo entre o desjejum e o jantar, introduzira-se uma refeição suplementar designada luncheon (almoço ligeiro); todavia, sendo esta extremamente leve, a longa tarde sem qualquer sustento fazia-se sentir. A Duquesa considerou que uma refeição leve composta por chá (geralmente da variedade Darjeeling), acompanhada de bolos ou sanduíches, oferecia o equilíbrio ideal. Este hábito revelou-se tão satisfatório que, em breve, começou a convidar as suas amigas a acompanhá-la. Assim nasceu o chá da tarde, que rapidamente se consolidou como uma prática socialmente apreciada nas casas das classes média e alta.
O castelo encontra-se aberto ao público, contendo um vasto acervo artístico. Entre os pontos altos da visita destacam-se os sumptuosos salões de aparato, com especial relevo para o Elizabeth Saloon (denominado em honra da esposa do 5.º Duque), a Regents Gallery e a Sala de Jantar de Estado, de inspiração romana.
O museu do regimento Queen’s Royal Lancers, dedicado aos 17.º e 21.º Lancers, foi aí estabelecido em 1964, mas teve de ser desativado em Outubro de 2007. Actualmente, o Royal Lancers and Nottinghamshire Yeomanry Museum encontra-se sediado em Thoresby Hall.
O castelo está implantado numa vasta propriedade com uma extensão aproximada de cerca de 6 000 hectares.

### Jardins
Os jardins de Belvoir foram concebidos e projectados por Elizabeth Manners, Duquesa de Rutland, esposa de John Manners, 5.º Duque de Rutland. A sua criação data de 1799, o mesmo ano da edificação do Castelo de Belvoir. Estes jardins distinguem-se por diversas particularidades de grande 

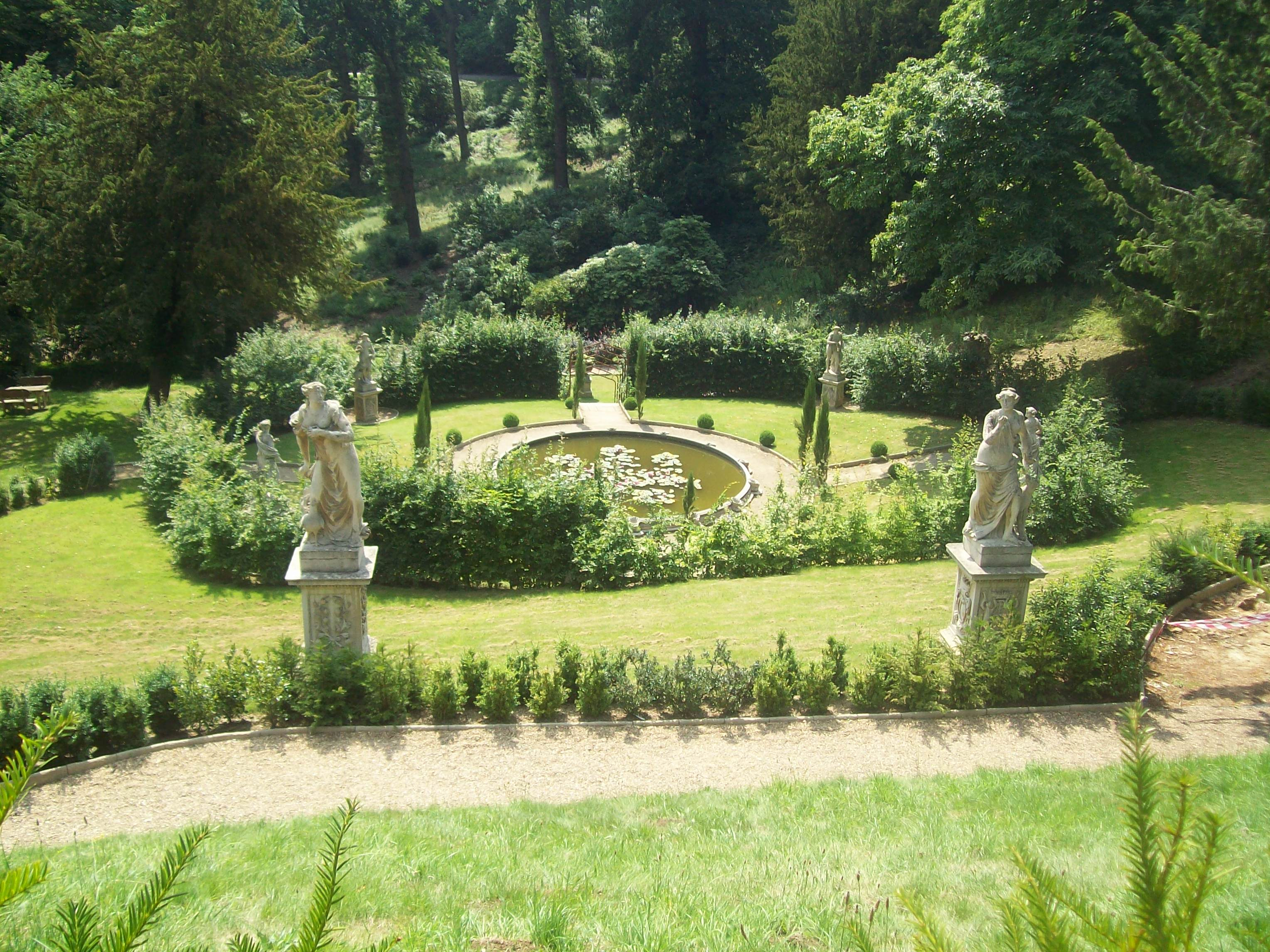
Jardins do Castelo de Belvoir.

originalidade, nomeadamente um anfiteatro natural voltado para a propriedade, formado por morenas glaciares, bem como uma root house ou casa de verão, que ainda hoje subsiste. Este anfiteatro natural está dotado de nascentes de água doce, estrategicamente integradas de modo a assegurar a floração contínua ao longo de todo o ano.
Importa ainda assinalar que os Jardins de Belvoir constituíram o primeiro local onde se implementou, em larga escala, a técnica de plantação de flores de primavera em canteiros organizados, conceito este desenvolvido pelo Sr. Divers, então jardineiro-mor da propriedade.
Estes outrora pujantes jardins encontram-se actualmente em fase de recuperação, sendo gradualmente restituídos à sua antiga magnificência. O programa Friends of Belvoir Gardens visa encorajar entusiastas da jardinagem a colaborar voluntariamente na manutenção e gestão deste património paisagístico de notável valor histórico e estético.

## Mausoléu
O local de sepultura tradicional da família Manners era a Igreja de Santa Maria Virgem, em Bottesford, que alberga os monumentos fúnebres dos oito primeiros Condes de Rutland. Desde a elevação da família ao ducado, em 1703, a maioria dos Duques de Rutland tem sido sepultada no recinto do mausoléu situado nos terrenos do Castelo de Belvoir. Este mausoléu foi mandado edificar pelo 5.º Duque de Rutland, na sequência do falecimento de sua esposa, Elizabeth Howard (1780–1825), filha do 5.º Conde de Carlisle. Após a sua construção, a maioria dos monumentos do século XVIII existentes na igreja de Bottesford foi transferida para o mausoléu, o qual se tornou, desde então, o principal lugar de sepultura da família.

### Sepultamentos
Os seguintes membros da família Manners encontram-se sepultados no mausoléu:
- John Manners, 1.º Duque de Rutland;
- John Manners, 2.º Duque de Rutland;
- John Manners, 3.º Duque de Rutland;
- Charles Manners, 4.º Duque de Rutland;
- John Manners, 5.º Duque de Rutland;
- Violet Manners, Duquesa de Rutland;
- Duff Cooper, 1.º Visconde de Norwich, genro do 8.º Duque;
- Diana Cooper, Viscondessa de Norwich;
- Charles Manners, 10.º Duque de Rutland.

## Na literatura
O poema Belvoir Castle - Seat of the Duke of Rutland, da autoria de Letitia Elizabeth Landon, é dedicado a Emmeline Stuart-Wortley, filha de John Manners, 5.º Duque de Rutland. O poema ilustra uma pintura de Thomas Allom.
Em 2012, Catherine Bailey publicou uma obra histórica sobre o Castelo de Belvoir, na qual relata o mistério que envolveu um dos seus antigos ocupantes, John Manners, 9.º Duque de Rutland, um enigma que a autora procurou desvendar durante o seu trabalho de investigação nos arquivos da propriedade.

## Uso actual
Parte do castelo continua a ser utilizada como residência privada da família Manners. Diversas produções cinematográficas e televisivas escolheram o castelo como cenário, entre as quais se destacam: Little Lord Fauntleroy (1980), The Da Vinci Code, Young Sherlock Holmes (1985), The Young Victoria (2007), Jack and the Beanstalk: The Real Story (2001), The Haunting (versão de 1999), King Ralph (1991), The Crown, bem como um episódio da série Rosie and Jim (1999).
Os terrenos da propriedade albergam o Belvoir Cricket Club e acolhem diversos eventos, nomeadamente, em 2009, a CLA Game Fair.
Nos terrenos da propriedade localiza-se também a Briery Wood Heronry, classificada como Sítio de Interesse Científico Especial, devido à sua relevância biológica.
Durante um período de dez anos, um hotel com dez quartos, situado na propriedade, foi explorado como parte das suas atividades comerciais. Inicialmente instalado num antigo pavilhão de caça historicamente utilizado pela família, o hotel destinava-se a dar apoio às caçadas e eventos realizados na herdade. O empreendimento registou, no entanto, um prejuízo financeiro de 250.000 libras e foi posteriormente descontinuado.
Em Agosto de 2010, o sítio oficial do castelo foi indevidamente pirateado e temporariamente tomado por um grupo argelino, que apagou os conteúdos existentes e inseriu textos anti-semitas em língua árabe. Os piratas informáticos terão confundido o Belvoir Castle (Reino Unido) com o Belvoir Fortress, situado em Israel.
Desde 2013 (com excepção do ano de 2020, devido às restrições impostas pela pandemia de Covid-19), realiza-se anualmente, por ocasião do equinócio de outono, a Equinox24, uma ultramaratona de 24 horas, cujo percurso de 10 quilómetros atravessa a propriedade rural, tendo o castelo como pano de fundo.
Em Novembro de 2014, Emma Manners, Duquesa de Rutland, nomeou Timothy Grayson como poeta residente do castelo.
Em 2019, foi inaugurada uma vila comercial situada abaixo do castelo, com todas as unidades exploradas por arrendatários independentes. Uma das lojas, um talho, começou a vender carne de vaca produzida na propriedade.
Em 2021, realizou-se um evento de Natal com temática da Regência no Castelo de Belvoir, um dos principais acontecimentos anuais da propriedade. Concebido por Charlotte Lloyd Webber, o evento apresentou salas ricamente decoradas e um percurso luminoso temático, que abriu em novembro desse ano.
Em 2023, trajes cerimoniais históricos usados na coroação de Jorge VI em 1937 foram exibidos no castelo pela primeira vez em 22 anos. Originalmente feitos para o nono Duque de Rutland, os trajes foram apresentados juntamente com cadeiras da coroação e fotografias de arquivo da família. Estes trajes foram também usados pelo décimo Duque de Rutland na coroação de Isabel II em 1953.
No final de 2024, o The Manners Arms, um edifício classificado de Grau II, hotel de campo e pub em Knipton, foi alvo de uma renovação. O projeto teve como objetivo restaurar o antigo pavilhão de caça, preservando os elementos do século XVIII, ao mesmo tempo que se modernizavam o bar, a sala de jantar e os dez quartos.
No início de 2025, realizou-se uma exposição que explorava as vidas das duquesas, condessas e outras mulheres que ali viveram ao longo dos últimos 500 anos. A exposição Motherhood examinava os seus papéis e contributos, destacando figuras como Leonor, a primeira Condessa de Rutland, e Nanny Webb, uma funcionária de longa data. Entre os objetos expostos encontravam-se vestidos de noiva históricos, vestidos de noite e roupas de dormir usados por antigas duquesas, incluindo o vestido de noiva da 11.ª Duquesa.
Em abril de 2025, o Castelo de Belvoir apresentou uma instalação inspirada em Sonho de uma Noite de Verão, por ocasião do 30.º aniversário de Lady Alice Manners. A exposição incluía decorações teatrais e arranjos florais espalhados pelo castelo, estando aberta ao público.